# John Walker Lindh

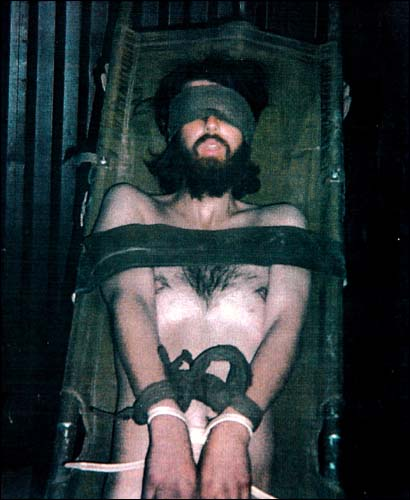
J.W. Lindh in Amerikaanse gevangenschap (december 2001)

John Phillip Walker Lindh (Washington D.C., 9 februari 1981) is een Amerikaans burger die in 2001 tijdens de invasie van Afghanistan gevangen werd genomen terwijl hij vocht aan de kant van de Taliban. Zijn gevangenneming was groot nieuws, en de media bestempelde hem als de Amerikaanse Taliban.
Hij noemt zichzelf John Walker, alhoewel hij in zijn tijd in moslimgebieden de naam Suleyman al-Faris gebruikte.

## Jeugd en reizen
Lindh werd in Washington D.C. geboren als zoon van Frank Lindh en Marilyn Walker. Zijn vader is katholiek, zijn moeder boeddhistisch. Lindh groeide op in Maryland totdat zijn familie naar Californië verhuisde toen hij 10 jaar oud was. Op zijn zestiende (in 1997) bekeerde hij zich tot de islam, en in 1998 bracht hij ongeveer 10 maanden in Jemen door om Arabisch te leren zodat hij de Koran kon lezen in zijn originele vorm. In 1999 kwam hij terug naar de VS, en woonde bij zijn ouders voordat hij in 2000 terugging naar Jemen, vanwaar hij naar Pakistan vertrok om daar aan een strenge islamitische school te studeren. Er wordt aangenomen dat hij in het voorjaar van 2001 vertrok naar Afghanistan.

## Gevangenneming en ondervraging
Hij werd voor het eerst gevangengenomen op 25 november 2001 door de troepen van de Noordelijke Alliantie die werden bijgestaan door eenheden van de Amerikaanse Special Forces. Hij werd ondervraagd door CIA-agent Mike Spann en Dave Tyson in het Qala-i-Jangi-fort nabij de stad Mazar-i-Sharif. Later die dag vond in dit fort een bloedige opstand plaats waarbij Spann, samen met honderden andere gevangengenomen buitenlandse strijders, om het leven kwam. Lindh ontsnapte en verborg zich in een bunker in het fort met andere Saoedische, Oezbeekse en Pakistaanse jihadi's, nadat hij door een kogel in zijn dijbeen was geraakt. Hij werd op 1 december 2001 teruggevonden toen de troepen van de Noordelijke Alliantie het irrigatiesysteem aanpasten, en 86 voortvluchtigen letterlijk naar buiten werden gespoeld.
Lindh werd door CNN geïnterviewd, en hij vertelde hoe hij in een kamp van Osama bin Laden had getraind, en dat hij een lid was van Al Ansar, de Arabische vechters die werden onderhouden door Bin Laden. Het exclusieve interview werd later gebruikt om de zaak tegen hem voor de rechtbank te brengen. Op 16 januari 2002 werd aangekondigd dat Lindh in de VS zou worden berecht.

## Rechtszaak
Op 5 februari 2002 werd Lindh aangeklaagd op tien verschillende punten, waaronder samenzwering om terroristische organisaties te ondersteunen en samenzwering met het doel Amerikaanse burgers te vermoorden. Op de aanklachten stonden straffen van drie maal levenslang en 90 jaar gevangenisstraf. Op 13 februari verklaarde Lindh op alle tien punten onschuldig te zijn.
Tijdens de rechtszaak kwamen foto's naar buiten waaruit zou kunnen worden opgemaakt dat Lindh tijdens zijn gevangenneming niet correct behandeld zou zijn en dat de schuldbekentenis die hij had getekend afgedwongen zou kunnen zijn, waardoor deze dan niet als bewijs tegen hem zou kunnen worden toegelaten in de rechtszaak. Hierdoor kwam ook de manier waarop Amerikaanse soldaten hun gevangenen ondervroegen aan het licht.
Om te voorkomen dat de zaak helemaal uit elkaar zou vallen deed Michael Chertoff, het hoofd van een van de afdelingen van het Justice Department, Lindh een aanbod: deze zou schuld verklaren op twee van de aantijgingen, namelijk lid zijn van het leger van de Taliban en het dragen van wapens. Daarnaast moest hij akkoord gaan met een stilzwijgen in de pers voor de duur van zijn straf en mocht hij geen claim indienen over zijn behandeling tijdens zijn gevangenschap in Afghanistan en aan boord van twee militaire schepen. In ruil zouden alle andere beschuldigingen worden ingetrokken. Lindh aanvaardde dit aanbod. Op 15 juli 2002 bekende hij schuld voor de twee resterende beschuldigingen. Op 4 oktober 2002 werd de straf opgelegd: 20 jaar gevangenisstraf.
In mei 2019 kwam Lindh voorwaardelijk vrij wegens goed gedrag.